# 青木沙羅
青木 沙羅（あおき さら、1982年2月16日 - ）は、日本のAV女優、ストリッパー。
北海道出身。2000年代に活動した。

## 略歴
2000年代初頭よりストリップやグラビアで活動し、2001年7月に『エロ狂い』（VIP）でAVデビュー。2作品に出演し、再びストリップ中心の活動に戻ったあと、2002年7月にAVに復帰、以後2005年まで出演を続けた。単体女優として活動した初期から、陵辱もの、SMものなどハードな内容の出演作が多かった。AV引退後は風俗方面で活動した。

## 作品

### アダルトビデオ
2001年
- エロ狂い（7月27日、VIP）
- アニメティック☆らぶ（8月24日、VIP）

2002年
- 新・妹の下着 31（7月27日、VINL）
- 淫行　犯され志願（8月11日、VINL）
- 新人女医研修　痴態（9月27日、CINEMAGIC NOIR）
- 女優臨界点（11月23日、煉獄 （メディアタイフーン））

2003年
- ふるえる乳房　愛欲の薔薇（1月25日、奇譚クラブ）
- ぶっかけ中出しアナルFUCK（4月1日、Legend （MOODYZ））
- 巨乳の饗宴 7（6月23日、宝乳 （アルファー・インターナショナル））
- 奏愛　バーチャレッスン 01（6月27日、バーチャレッスン愛好会 （アルファー・インターナショナル））
- 全裸族（6月30日、SMB （アルファー・インターナショナル））…共演：黒木あみ
- お尻とアナル製作所 3　（7月5日、ナチュラルハイ）…共演：菊池麗子、松浦美和
- 凌辱仕置人 第3話　性悪キャバ嬢に折檻を（7月8日、死夜悪）…共演：山咲樹里
- 交尾エロ　Erotic copulation（7月10日、Dogma）
- 琉球沖縄 強制輪姦　ゴーヤ暴行中出し陵辱　（7月18日、強制 （グローリークエスト））
- 首輪思春期（7月20日、嵐）…共演：北条姫君、石田ゆりあ
- はめられGIRLS VOL.1（7月22日、アルファー・インターナショナル）…共演：岬じゅん
- レズビアンラヴァーズ（8月2日、Lesbian Lovers （グローリークエスト））…共演：星川みなみ、月咲舞
- 乱交の乱 in 沖縄（8月10日、Active-1）…共演：月咲舞
- 沖縄と乱交（9月22日、OKINAWA SWAPPING CLUB （アルファー・インターナショナル））…共演：水原たま、星川みなみ、月咲舞
- 8P乱交汁まみれ（10月20日、トランスコーポレーション）…共演：水原たま、星川みなみ、月咲舞
- はだかdeデート VOL.1（11月18日、Nude×Date （アルファー・インターナショナル））
- Mの時間（11月20日、忠実堂）…共演：蒼吹雪、飛室イヴ
- SM巨乳ハンター　闇に鎖がれた女（11月29日、ART）

2004年
- 淫獣伝奇4　女豹の轍（1月23日、艶 （トライハートコーポレーション））
- 調教された雌 7（1月23日、NATURAL （マルコト））
- 有名女優の「スケスケおま○ちょ」 4（2月21日、闇流出 （インディーズジャパン））
- ももねこてぃ～んず（3月17日、Pink Cat （ワールドユニティ））
- P.C. Sport 43 さら（4月22日、ももねこびじゅあるたいぷ／活発猫娘 （ワールドユニティ））
- fetish mix No.2　触感小説　（5月21日、halation （大洋図書））
- Dance Dance Onanie Vol.02　（7月10日、AVS）…他出演：麻生留奈、後藤えりか、瀬名涼子、藤本梨華、神谷陽子

2005年
- 昭和レトロ夜話3　乳くり妻・羞恥の柱責め　（2月21日、PONY （明和プランニング））
- 秘女琴 日照り 喪に服した女達　（2月25日、コンマビジョン）…共演：蒼井ふぶき、桃瀬はるな、葉月まゆ

### オリジナルビデオ
- 人妻の値段 匂いたつ欲情（2001年12月8日、レジェンド・ピクチャーズ）…主演：沢木まゆみ